# Puente la Reina de Jaca
Puente la Reina de Jaca ist eine Gemeinde (Municipio) am Jakobsweg im Pyrenäenvorland. Er liegt in der Comarca Jacetania in der Provinz Huesca der Autonomen Gemeinschaft Aragonien. Neben Puente la Reina de Jaca gehören noch Javierregay und Santa Engracia de Jaca zur Gemeinde.

## Geographie
Der Ort darf trotz seines Namens nicht mit Puente la Reina verwechselt werden, wo sich der navarrische und der aragonesische Zweig des Jakobswegs vereinen. Beiden gemeinsam ist der namensgebende Bau einer Brücke auf Veranlassung einer Königin. Diese Infrastrukturprojekte lenkten in Zeiten teurer und gefährlicher Flussüberquerungen die Pilgerströme und führten oft zur Gründung von Marktflecken. Das wurde dadurch begünstigt, dass sich bei Puente la Reina de Jaca vier Wege kreuzten
- die Straße aus Huesca,
- die Straße aus Pamplona,
- die Straße über den Somport
- und die Straße über den damals bedeutsamen Pyrenäenübergang Puerto de Palo, westlich des Somport.

Man nimmt an, dass der Ort mit dem im Jakobsbuch erwähnten Osturit identisch ist.
Der Aragón fließt hier durch eine Senke, die Canal de Berdún genannt wird und heute teilweise durch den Yesa-Talsperre-Stausee gefüllt ist. Der Jakobsweg teilt sich hinter dem Ort und folgt dem nördlichen (Besuch des Klosters Leyre möglich) oder dem südlichen Ufer der Talsperre.

## Wirtschaft
Die Landwirtschaft, speziell die Viehwirtschaft, ist traditionell die größte Einkommensquelle der Gemeinde. Der Tourismus ist durch die Jakobspilger und den wichtiger werdenden Wintersport – vor allem in Javierregay – eine stark wachsende Branche in der Region.

## Bevölkerung

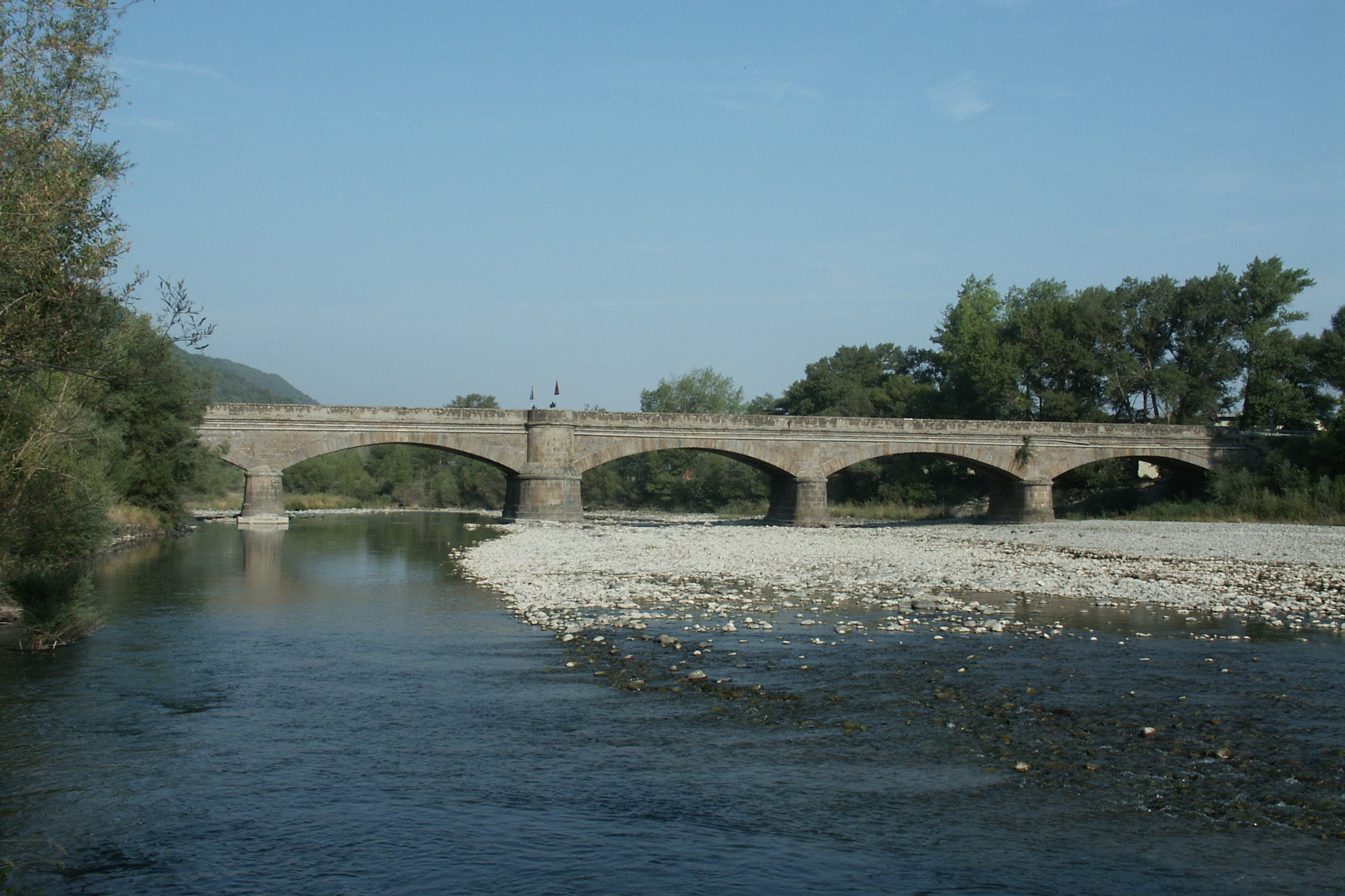
Puente la Reina de Jaca

| Jahr      | 1981 | 1991 | 2001 | 2007 |
| --------- | ---- | ---- | ---- | ---- |
| Einwohner | 320  | 295  | 262  | 226  |

## Sehenswürdigkeiten
- Pfarrkirche San Sebastián
- Palast der Familie Latras aus dem 16. Jahrhundert
- Puente la Reina de Jaca, Brücke aus dem 14. Jahrhundert
- Pfarrkirche Santa Engracia

## Feste
- 20. Januar: San Sebastián und Pascual in Javierregay
- 8. Mai: San Miguel und San Babil in Santa Engracia